# Parujr Hajrikjan

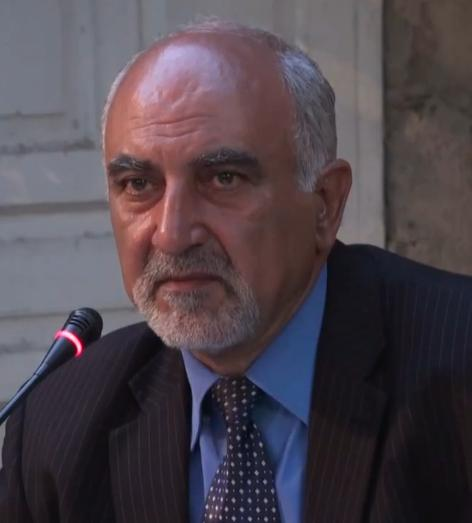
Parujr Hajrikjan (2011)

Parujr Arschaviri Hajrikjan (armenisch Պարույր Արշավիրի Հայրիկյան; russisch Паруйр Аршавирович Айрикян Parujr Arschawirowitsch Ajrikjan; * 5. Juli 1949 in Sowjetaschen, Armenische SSR) ist ein armenischer Politiker (Union für Nationale Selbstbestimmung) und ehemaliger sowjetischer Dissident.

## Leben
Hajrikjan wurde in der Siedlung Sowjetaschen (seit 1989 Nubaraschen) geboren, welche heute ein Distrikt der armenischen Hauptstadt Jerewan ist. Hajrikjan besuchte von 1956 bis 1966 die Schule in seinem Heimatort und begann 1966 am Jerewaner Polytechnischen Institut zu studieren. Er arbeitete nebenher als Elektriker in einer Fabrik. Seit 1967 war Hajrikjan Mitglied (später Anführer) der informellen Gruppierung Nationale Einheitspartei, die sich für die Unabhängigkeit von der Sowjetunion einsetzte. Für die Tätigkeit in dieser Gruppierung wurde Hajrikjan zu einer vierjährigen Freiheitsstrafe verurteilt und stand fortan unter der Überwachung des KGB. Hajrikjan pflegte nach eigenen Angaben auch enge Kontakte zu anderen Dissidenten, wie zum Beispiel zu den Ukrainern Wjatscheslaw Tschornowil und Wassyl Stus. 1987 wurde die Einheitspartei in Union für nationale Selbstbestimmung umbenannt und steht bis heute unter Führung von Hajrikjan. Hajrikjan selbst wurde jedoch im Sommer 1988 aus der UdSSR ausgewiesen, da er die Ansicht geäußert hatte, dass der Pogrom in Sumgait gezielt von der KPdSU inszeniert worden sei und konnte erst im Herbst 1990 nach Armenien zurückkehren. Noch zuvor wurde er 1990 zum Abgeordneten des Obersten Sowjets der Armenischen SSR gewählt. Er blieb bis 1999 Abgeordneter. Hajrikjan trat darüber hinaus mehrmals als Kandidat bei den Präsidentschaftswahlen an, konnte jedoch keine nennenswerten Ergebnisse erzielen. Es wurde jedoch, im Zusammenhang mit seiner letzten Kandidatur Ende Januar 2013, ein Anschlag auf ihn verübt, bei dem er an der Schulter verletzt wurde.